# Włodzimierz Mykietyn
Włodzimierz Mykietyn (ur. 13 grudnia 1902 we Lwowie, zm. 20 września 1980 w Starogardzie Gdańskim) – nauczyciel polski, patron Zespołu Szkół Ponadgimnazjalnych w Skórczu.

## Życiorys
Pochodził z rodziny Ukraińców wyznania greckokatolickiego, był synem Mikołaja i Barbary z Ilków. Nauki pobierał we Lwowie, gdzie ukończył sześć klas gimnazjum (1922) i roczną szkołę handlową (1923), a w miejscowym seminarium nauczycielskim w 1923 zdał egzamin dojrzałości. Poznał w tamtym czasie znanego pedagoga Stefana Baleya, z którym zaprzyjaźnił się; w późniejszej pracy pedagogicznej korzystał z metod wychowawczych Baleya. Pierwszą posadę nauczycielską otrzymał w sierpniu 1923 w Wysokiej koło Konina. 
Od 1924 pracował na Kociewiu: uczył matematyki w szkole powszechnej w Skórczu, kierowanej przez Franciszka Schornaka. Był też od 1929 nauczycielem w miejscowej szkole rolniczej. Założył i prowadził w Skórczu męską drużynę harcerską, dochodowy przyszkolny ogród warzywny, zespół mandolinistów, koło fotograficzne. Udzielał się aktywnie w parafialnym bractwie trzeźwości. We wrześniu 1939, dzięki wstawiennictwu swojego dawnego ucznia-Niemca, uniknął rozstrzelania. Opuścił Skórcz wraz z rodziną z zamiarem dostania się do Lwowa, ale ostatecznie zatrzymał się na dłużej w Berehach Dolnych w Bieszczadach. Stamtąd w lipcu 1944 został wywieziony do Styrii i do końca wojny pracował w fabryce marmolady w Stainz.
Do Skórcza powrócił we wrześniu 1945 i przystąpił do organizacji oświaty w warunkach powojennych. Na krótko jego działalność przerwało uwięzienie przez Urząd Bezpieczeństwa na skutek donosu. Był przez rok nauczycielem filii gimnazjum starogardzkiego w Skórczu, następnie współtworzył gimnazjum w Skórczu; szkoła ta później została przekształcona w Liceum Rolno-Spółdzielcze, potem w Technikum Rachunkowości Rolnej. Po 1956 organizował dwuletnie zasadnicze szkoły zawodowe ze specjalnością rachunkowość i księgowość. Sam uzupełniał przygotowanie zawodowe kończąc szereg kursów księgowości: w Darłowie, Kuźnicy, Woli Justowskiej, Chyliczkach, Ursynowie. Podobnie jak przed wojną, sprawował opiekę nad szkolnym harcerstwem. Przeszedł na emeryturę w 1978.
Był wieloletnim (od 1923) członkiem Związku Nauczycielstwa Polskiego. Przez pewien czas przewodniczył Radzie Nadzorczej Gminnej Spółdzielni w Skórczu, brał udział w pracach komisji finansowo-budżetowej Prezydium Powiatowej Rady Narodowej w Starogardzie Gdańskim. Razem z córką Wirą opracował kilkakrotnie wznawiany podręcznik Rachunkowość kółek rolniczych (pierwsze wydanie: Warszawa 1967).
Został odznaczony m.in. Złotym Krzyżem Zasługi (1974), Medalem XXX-lecia PRL, odznaką "Zasłużony Ziemi Gdańskiej". Żonaty był z Marią z domu Leśków (1901–1983), miał jedno dziecko – córkę Wirę (1925–1993), nauczycielkę. Zmarł 20 września 1980 w Starogardzie Gdańskim, pochowany jest na cmentarzu w Skórczu. Od 2005 jego imię nosi Zespół Szkół Ponadgimnazjalnych w Skórczu.